# Carl Fredrik Weltzin

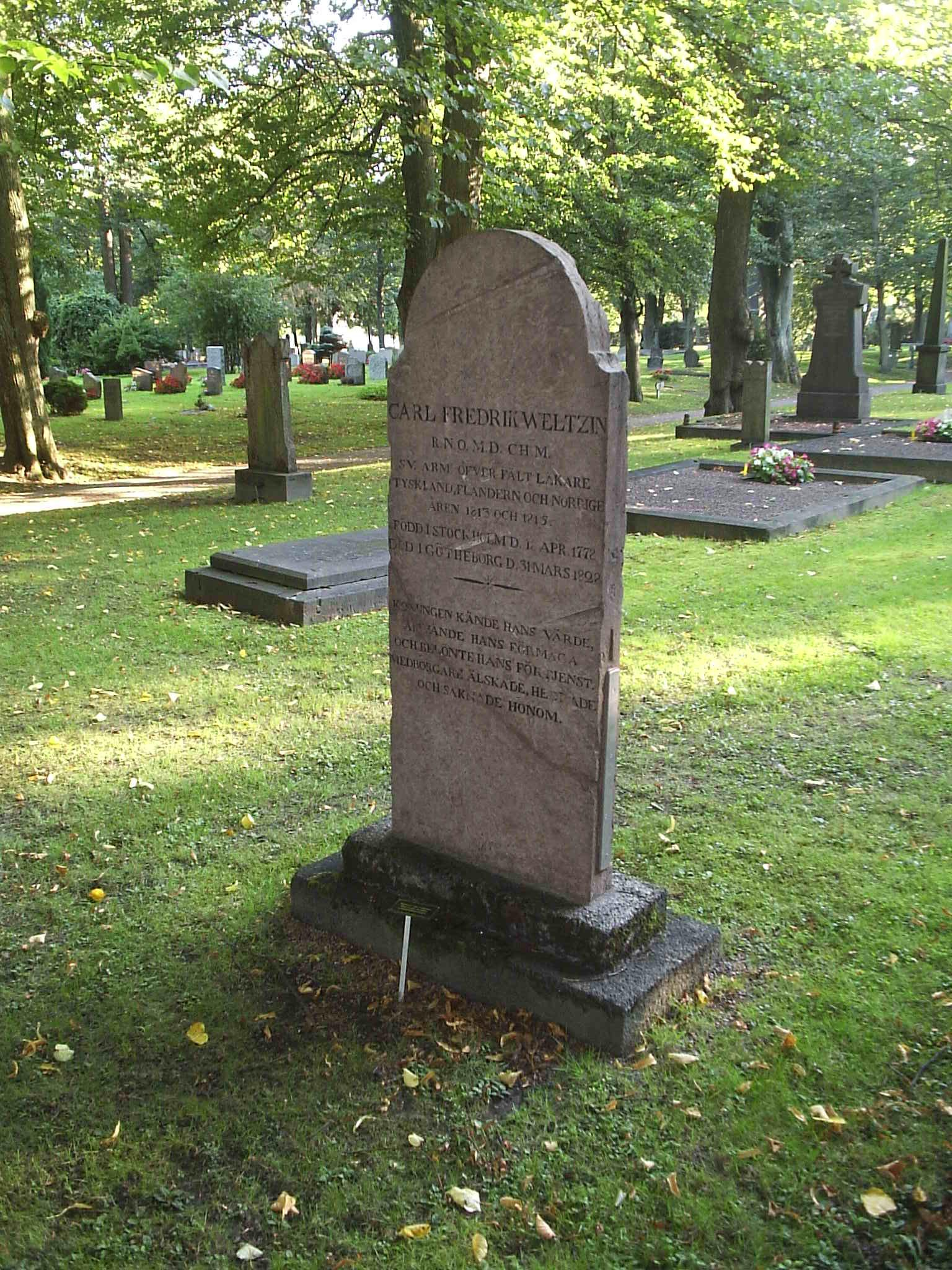
Weltzins gravvård på Stampens kyrkogård i Göteborg.

Carl Fredrik Weltzin, född 1 april 1778 i Stockholm, död 31 mars 1828 i Göteborg, var en svensk läkare och professor.

## Biografi
Carl Fredrik Weltzin var son till assessorn Peter Weltzin och kokboksförfattaren Karolina Welzin, född Rutström. Hans morfar var kyrkoherden i Hedvig Eleonora, Anders Carl Rutström.
Weltzin blev medicine doktor i Åbo 1802, kirurgie magister i Stockholm 1808, förste fältläkare vid Värmländska fördelningen av västra armén 1809, var provinsialläkare i Vänersborgs län 1810–1815, medicinae practicae professor vid Karolinska institutet och överfältläkare vid Stockholms garnison 1811–1815, blev läkare vid Sahlgrenska sjukhuset i Göteborg 1815 och regementsläkare vid Göta artilleriregemente 1821. 
Weltzin kallas "den vetenskapliga själen bland Göteborgs läkare" av Göteborgs läkaresällskap.